# FX (TV-kanal)

FX:s logotyp

FX (förkortning för Fox extended) är samlingsnamnet för en grupp betal-TV-kanaler som ägs och drivs av Fox Entertainment Group, som i sin tur ägs av News Corporation. FX hade premiär 1 juni 1994.
FX:s sänder bland annat TV-serierna The Shield, Nip/Tuck, Damages, Rescue Me, Sons of Anarchy, American Horror Story, American Crime Story, It's Always Sunny in Philadelphia, Louie och "The Strain".